# جوي جيبسون
جوي جيبسون (بالإنجليزية: Joey Gibson)‏ هي عارضة أمريكية، ولدت في 11 أغسطس 1945 في سانتا مونيكا في الولايات المتحدة.